# ضربه فنی دور اول (آلبوم)
| بررسی انتقادی              | بررسی انتقادی |
| منبع                       | رتبه‌بندی      |
| -------------------------- | ------------- |
| آل‌میوزیک                   | Link          |
| راهنمای آلبوم رولینگ استون | Link          |

ضربه فنی دور اول (به انگلیسی: First Round Knock Out) یک آلبوم گردآوری‌شده از خواننده رپ و تهیه کننده هیپ هاپ دکتر دره است. این آلبوم در سال ۱۹۹۶ در Triple X Records منتشر شد.
1. ↑  First Round Knock Out by Dr. Dre, retrieved 2021-01-07